# Марио Ђиковић
Марио Ђиковић (рођен 1942) је српски сликар.

## Биографија
Рођен је 1942. године у Палачи. Завршио је постдипломске студије графике на Академији ликовних уметности у Београду. Члан је Удружења ликовних уметника Србије. Самостално је излагао у Београду 1971. и Мостару 1973. године. Учествовао је на групним изложбама Октобарског салона 1969—1974. и 1977, изложбама УЛУС-а 1970—1974, Графичког беографског круга 1970—1974, „Млада југословенска графика” 1971. и 1973, Уметничке колоније Сићево 1972, тридесет година УЛУС-а 1975. године и бројним изложбама у иностранству. Добитник је откупне награде Дома омладине Београда на тринаестом Октобарском салону 1972, Златне игле УЛУС-а за графику 1973. године и награде „Монографија” на Јесењој изложби УЛУС-а 2007. Бави се цртежом, дигиталном графиком, воштаним пастелом и акварелом.